# Ташлултум
Ташлултум (касни 24. − рани 23. век (трећи миленијум) пре нове ере) била је супруга краља Саргона из Акада. Њено име је археологији познато само из једне крхотине алабастерне вазе или посуде са натписом који указује да ју је њен управник посветио храму.
Из овога се претпоставља (у недостатку било каквих опречних података) да је она била краљица Акада и мајка Саргонове деце Енхедуане, Римуша (владао 9 година), Маништушуа (владао 15 година), Шу-Енлила (Ибарум) и Илаба'ис-Такала (Абаиш-Такал).
Била је бака Нарам-Сина из Акада (владао 56 година) и прабака Шар-Кали-Шарија (владао 25 година).